# Persoonia curvifolia
Persoonia curvifolia är en tvåhjärtbladig växtart som beskrevs av Robert Brown. Persoonia curvifolia ingår i släktet Persoonia och familjen Proteaceae. Inga underarter finns listade i Catalogue of Life.